# 소닉 이레이저
《소닉 이레이저》는 1991년 메가 드라이브 전용으로 나온 퍼즐 게임이다. 이 게임은 세가 사유의 일본 모뎀, '세가 마그넷'에서 가능한 게임이었으며, 대전 모드에서 3개의 줄을 없애면 자신의 소닉이 다른 사람의 소닉을 쳐서 그로기 상태로 만드는 퍼즐 게임이었다. 2004년 이 게임은 일본 전용 게임이었기 때문에 다운로드에 어려움이 있었으나 이후 ROM 이미지가 드러나게 되었다. 또한 이 게임은 소닉 젬즈 컬렉션에서 사용될 예정이었으나, 취소되었고 대신 세가 B-Club에서 다운로드가 가능했다.

## 게임플레이 모드
게임에서는 세가지 모드를 제공했다.